# Tanuki-bayashi

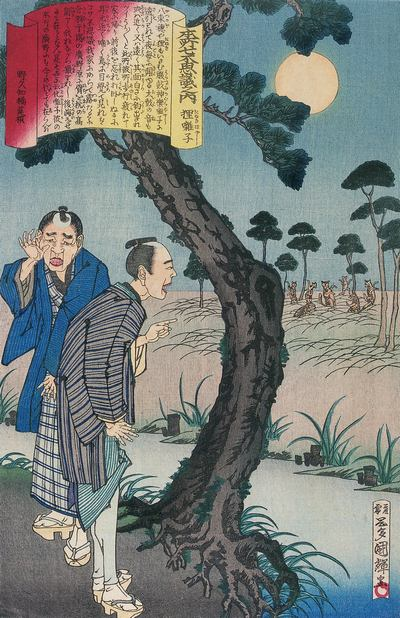
"Tanuki-bayashi", des « sept mystères de Honjo ». Peinture par Utagawa Kuniteru III (1886).

Le tanuki-bayashi (狸囃子 ;« concerto de tanukis ») est un phénomène sonore inexpliqué faisant l’objet de diverses légendes au quatre coins du Japon, se découlant généralement au beau milieu de la nuit, consistant en des sons émis par divers instruments de musique tel que des flûtes et de tambours semblant provenir d’un mystérieux orchestre surgissent de nulle part. Dans la plupart des légendes associé à ces sons, il est question d’une origine fantastique, impliquant des bake-danuki, des chiens viverrins (tanuki) dotés de pouvoirs de métamorphose et d’illusions qu’ils utilisent pour tromper les hommes.

## Origine et description
Au cours de l’époque Édo, dans le quartier de Honjo, actuellement dans l’arrondissement de Sumida à Tokyo, le phénomène était également connu sous le nom de Baka-bayashi (馬鹿囃子 ; « orchestre stupide »). Il faisait partie des « Sept Mystères de Honjo », une série d’histoires fantastiques propres à cette région. Les récits rapportent que lorsque les habitants tentaient de suivre la source des sons, ces derniers semblaient s’éloigner, rendant impossible leur localisation,. Parfois, ceux qui poursuivaient les bruits se retrouvaient à l’aube dans des endroits inconnus, sans comprendre comment ils y étaient arrivés. Même des figures notables, comme le daimyo Matsura Seizan du domaine de Hirado, furent témoins de ce phénomène. Bien qu’il ait ordonné des recherches pour localiser les sons, ceux-ci disparaissaient sans explication, notamment près de Warigesui, un lieu célèbre dans cette légende. Certaines personnes ont alors attribués ces bruits à des bake-danuki, utilisant leur ventre rebondis pour jouer des percussions et leurs pouvoirs de métamorphose pour créer un orchestre. Des recherches furent même menées pour retrouver ce concert improvisé, mais sans succès.

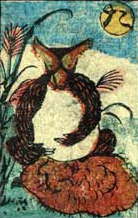
Une obake-karuta représentant un tanuki gonflant son ventre pour faire un tanuki-bayashi.

## Letanuki-bayashidu temple shōjō-ji
Parmi les différentes variantes existantes du récit, la plus populaire étant celle liée au temple Shōjō-ji, dans la ville de Kizarazu, dans la préfecture de Chiba, faisant l’objet d’un célèbre conte pour enfant: 
Il était une fois, un petit temple appelé Shōjō-ji, entouré de montagnes. Cependant, de nombreux tanukis vivaient à proximité, et certains d’entre eux étaient prompts à utiliser leurs pouvoirs de métamorphose et d’illusions pour venir faire du tapage et semer le chaos à proximité du temple chaque nuits, si bien qu’aucun moine n’eu la patience de rester au temple jugé hanté, et l’édifice tomba à l’abandon au fil du temps. Un jour, un moine respecté, ayant entendu parlé de la situation, décida de vivre dans le temple et de se débarrasser des spectres qui y rôdaient. Ce tapage était en fait causé par un couple de bake-danukis, Ponta le mâle et Poko la femelle. Pour tenter d’effrayer le moine, ils décidèrent de se transformer respectivement en un petit cyclope le Hitotsume-kozo et en femme à long-cou, la Rokurokubi. Le moine effrayé s’enfuira du temple laissant le couple de petits canidés hilares. Par la suite, un autre moine, plus courageux arriva au temple. Les tanukis essayèrent de lui faire peur, mais leurs tours échouèrent. Furieux, ils décidèrent de jouer toute la nuit du tambour avec leur ventre pour l’empêcher de dormir. Bien que dérangé, le moine finit par les surprendre dans le jardin du temple et tenta de les poursuivre. Mais les tanukis étaient trop rapides, et le moine trébucha et perdit connaissance.Enfin, un troisième moine s’installa au temple. Celui-ci à l’apparence négligée, trouva l’endroit charmant. Les tanukis tentèrent leurs tours habituels, mais le moine, loin d’être effrayé leur offrit des friandises et de l’alcool. Déconcertés et honteux de l’idée de se savoir vaincus, ils décidèrent d’organiser un grand concert de tambours pour l’épuiser. Mais le moine, enthousiaste, se joignit à eux. Il s'ensuivit une compétition de gonflement abdominal jusqu’à l’explosion du ventre de Ponta. Le moine, prévenant, soigna l’animal, et en signe de gratitude, le petit couple décida de cesser leurs farces et leurs tapage et continuèrent à jouer ensemble à chaque nuit de pleine lune.

## Explications rationnelles
Certaines hypothèses suggèrent que ces sons mystérieux pourraient avoir des origines naturelles. Dans les zones agricoles proches de Koume et Terashima, Sumida, préfecture de Tokyo, des répétitions musicales liées aux festivals des récoltes auraient pu être transportées par le vent et se mêler pour créer des rythmes inhabituels. Une autre explication est que les sons de shamisen et de tambours provenant du quartier de Yanagibashi se propageaient au loin grâce aux conditions météorologiques.

## Influence culturelle
- Le récit du tanuki-bayashi associé au temple shōjō-ji fera l’objet de plusieurs adaptations musicales : une comptine japonaise dont la mélodie originale est celle d'un hymne baptiste américain appelé Shall We Gather at the River?[7], cette chanson possède de nombreuses variations en fonction des régions[8] ; une seconde adaptation musicale, plus connue, a été créée par le poète Shinpei Nakayama (中山晋平) et l'auteur-compositeur Ujō Noguchi (野口雨情) et publiée dans le magazine pour enfants kin no Hoshi (金の星) en 1924. Cette dernière chanson met l'accent sur les tanukis farceurs du temple shojoji, et sera reprise par des chanteurs américains et britanniques dans les années 1950, l'adaptation la plus connue étant interprétée en 1955 par la chanteuse américaine Eartha Kitt sous le titre de Sho-Jo-Ji (The Hungry Raccoon).
- Le Tanuki-bayashi a également inspiré la culture populaire. Par exemple, dans le film d’animation Pompoko (1994) réalisé par Isao Takahata et produit par Studio Ghibli.